# Münchhausens Reise nach Rußland und St. Petersburg

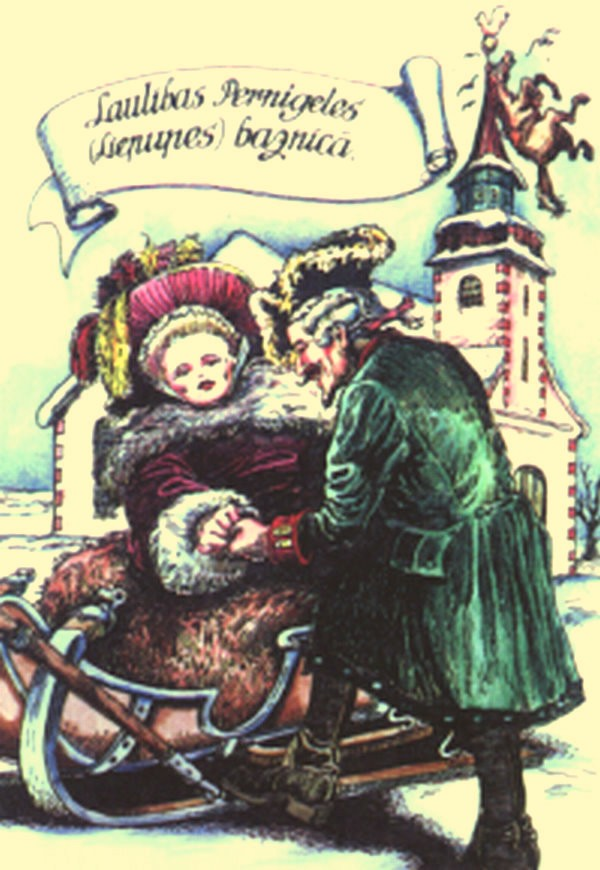
Postkartenmotiv zu Münchhausens Hochzeit in Pernigel (Liepupe)

Münchhausens Reise nach Rußland und St. Petersburg ist eine der Karl Friedrich Hieronymus Freiherr von Münchhausen zugeschriebenen Erzählungen, die dieser im Kreise seiner Freunde zum besten gegeben haben soll. Die Erzählung wurde von Gottfried August Bürger unter dem Titel „Wunderbare Reisen zu Wasser und zu Lande. Feldzüge und lustige Abenteuer des Freiherrn von Münchhausen, wie er dieselben bei der Flasche im Zirkel seiner Freunde selbst zu erzählen pflegt“ als erstes Kapitel niedergeschrieben und im Jahre 1786 erstmals in deutscher Sprache herausgegeben.
In der Erzählung vermischen sich tatsächliche Personen und Geschehnisse mit Phantasie und Fabulierkunst.

## Reiseanlass
Historisch nachgewiesen ist die Tatsache, dass Münchhausen von seinem Gut in Bodenwerder kommend über Riga nach Sankt Petersburg reiste.
Im Jahre 1738 schickte Herzog Karl I. von Braunschweig-Wolfenbüttel Münchhausen nach Russland. Zunächst dient er dem Bruder des Herzogs, Anton Ulrich von Braunschweig-Wolfenbüttel, der in Sankt Petersburg ein Regiment befehligte, als Page. Ende Dezember 1739 wurde er in das inzwischen bei Riga stationierte Regiment "Braunschweig-Kürassiere" aufgenommen.  
Der Beginn der Erzählung entspricht insofern einer Reisebeschreibung:

„Ich trat meine Reise nach Rußland von Haus ab mitten im Winter an, weil ich ganz richtig schloss, daß Frost und Schnee die Wege durch die nördlichen Gegenden von Deutschland, Polen, Kur- und Livland, welche nach der Beschreibung aller Reisenden fast noch elender sind als die Wege nach dem Tempel der Tugend, endlich, ohne besondere Kosten hochpreislicher, wohlfürsorgender Landesregierungen, ausbessern müßte. Ich reisete zu Pferde, welches, wenn es sonst nur gut um Gaul und Reiter steht, die bequemste Art zu reisen ist. Denn man riskiert alsdann weder mit irgendeinem höflichen deutschen Postmeister eine Affaire d'honneur zu bekommen, noch von seinem durstigen Postillion vor jede Schenke geschleppt zu werden. Ich war nur leicht bekleidet, welches ich ziemlich übel empfand, je weiter ich gegen Nordost hin kam.“

## Gotteslästerung
Seit Entstehung der Erzählungen von Münchhausen sind sie dem Vorwurf der Blasphemie ausgesetzt. In den folgenden Absätzen sahen einige Herausgeber dieser Geschichten ein Problem, geht es doch hier um die Lüge als Form der Gotteslästerung.
So hat die protestantische Theologie selbst gegen die harmloseste Lüge größte Bedenken. Sie beruft sich auf die Offenbarung des Johannes und sieht das Reich der Unwahrhaftigkeit identisch mit dem Reich des Antichrist. Somit ist jeder, der lügt, ein Gotteslästerer. Münchhausen, der sich wie der Heilige Martin verhält, will gehört haben, wie jemand aus dem Himmel einen Dank zu ihm herunterflucht (ein Widerspruch in sich, denn im Himmel wird nach Auffassung der Kirche nicht geflucht):

„Nun kann man sich einbilden, wie bei so strengem Wetter, unter dem raschesten Himmelsstriche, einem armen, alten Manne zumute sein mußte, der in Polen auf einem öden Anger, über den der Nordost hinschnitt, hilflos und schaudernd dalag und kaum hatte, womit er seine Schamblöße bedecken konnte.“

„Der arme Teufel dauerte mir von ganzer Seele. Ob mir gleich selbst das Herz im Leibe fror, so warf ich dennoch meinen Reisemantel über ihn her. Plötzlich erscholl eine Stimme vom Himmel, die dieses Liebeswerk ganz ausnehmend herausstrich und mir zurief. »Hol' mich der Teufel, mein Sohn, das soll dir nicht unvergolten bleiben!«“

## Der Kirchturm
In Riga wurde Münchhausen vom deutschbaltischen Landadligen Georg Gustav von Dunten zur Entenjagd auf dessen Landgut in Dunte (Livland) eingeladen. Münchhausen lernte bei dieser Gelegenheit dessen Tochter Jacobine kennen und heiratete sie am 2. Februar 1744 in der Kirche zu Pernigel (heute: Liepupe), unweit Dunte. 
Die Einheimischen in Dunte und Umgebung behaupten heute noch, dass es eben die Kirche zu Pernigel war, an deren Turmspitze das Pferd Münchhausens angebunden gewesen sein soll, wie oben abgebildet und nachstehend berichtet:

„Ich ließ das gut sein und ritt weiter, bis Nacht und Dunkelheit mich überfielen. Nirgends war ein Dorf zu hören noch zu sehen. Das ganze Land lag unter Schnee; und ich wußte weder Weg noch Steg.“

„Des Reitens müde, stieg ich endlich ab und band mein Pferd an eine Art von spitzem Baumstaken, der über dem Schnee hervorragte. Zur Sicherheit nahm ich meine Pistolen unter den Arm, legte mich nicht weit davon in den Schnee nieder und tat ein so gesundes Schläfchen, daß mir die Augen nicht eher wieder aufgingen, als bis es heller lichter Tag war. Wie groß war aber mein Erstaunen, als ich fand, daß ich mitten in einem Dorf auf dem Kirchhofe lag! Mein Pferd war anfänglich nirgends zu sehen; doch hörte ichs bald darauf irgendwo über mir wiehern. Als ich nun emporsah, so wurde ich gewahr, daß es an den Wetterhahn des Kirchturms gebunden war und von da herunterhing. Nun wußte ich sogleich, wie ich dran war. Das Dorf war nämlich die Nacht über ganz zugeschneiet gewesen; das Wetter hatte sich auf einmal umgesetzt, ich war im Schlafe nach und nach, so wie der Schnee zusammengeschmolzen war, ganz sanft herabgesunken, und was ich in der Dunkelheit für den Stummel eines Bäumchens, der über dem Schnee hervorragte, gehalten und daran mein Pferd gebunden hatte, das war das Kreuz oder der Wetterhahn des Kirchturmes gewesen.“

„Ohne mich nun lange zu bedenken, nahm ich eine von meinen Pistolen, schoß nach dem Halfter, kam glücklich auf die Art wieder an mein Pferd und verfolgte meine Reise.“

## Im Wald von Ingermanland
Auf dem Wege von Riga nach dem nördlich gelegenen St. Petersburg führt die Reise durch Gebiete des heutigen Estlands und die historische Region um St. Petersburg, welche Ingermanland genannt wurde. Eine damals recht sumpfige und unwirtliche Gegend, in der genügend Anlässe zu phantasieanregenden Abenteuergeschichten gegeben sind. In diesem Sinne geht es weiter in der Erzählung:

„Hierauf ging alles gut, bis ich nach Rußland kam, wo es eben nicht Mode ist, des Winters zu Pferde zu reisen. Wie es nun immer meine Maxime ist, mich nach dem Bekannten »ländlich sittlich« zu richten, so nahm ich dort einen kleinen Rennschlitten auf ein einzelnes Pferd und fuhr wohlgemut auf St. Petersburg los. Nun weiß ich nicht mehr recht, ob es in Estland oder in Ingermanland war, so viel aber besinne ich mich noch wohl, es war mitten in einem fürchterlichen Walde, als ich einen entsetzlichen Wolf mit aller Schnelligkeit des gefräßigsten Winterhungers hinter mir ansetzen sah. Er holte mich bald ein; und es war schlechterdings unmöglich, ihm zu entkommen. Mechanisch legte ich mich platt in den Schlitten nieder und ließ mein Pferd zu unserm beiderseitigen Besten ganz allein agieren. Was ich zwar vermutete, aber kaum zu hoffen und zu erwarten wagte, das geschah gleich nachher. Der Wolf bekümmerte sich nicht im mindesten um meine Wenigkeit, sondern sprang über mich hinweg, fiel wütend auf das Pferd, riß ab und verschlang auf einmal den ganzen Hinterteil des armen Tieres, welches vor Schrecken und Schmerz nur desto schneller lief. Wie ich nun auf die Art selbst so unbemerkt und gut davongekommen war, so erhob ich ganz verstohlen mein Gesicht und nahm mit Entsetzen wahr, daß der Wolf sich beinahe über und über in das Pferd hineingefressen hatte. Kaum aber hatte er sich so hübsch hineingezwänget, so nahm ich mein Tempo wahr und fiel ihm tüchtig mit meiner Peitschenschnur auf das Fell. Solch ein unerwarteter Überfall in diesem Futteral verursachte ihm keinen geringen Schreck; er strebte mit aller Macht vorwärts, der Leichnam des Pferdes fiel zu Boden, und siehe, an seiner Statt steckte mein Wolf in dem Geschirre. Ich meines Orts hörte nun noch weniger auf zu peitschen, und wir langten in vollem Galopp gesund und wohlbehalten in St. Petersburg an, ganz gegen unsere beiderseitigen respektiven Erwartungen und zu nicht geringem Erstaunen aller Zuschauer.“

## Höfische Gesellschaft
Die Gesellschaft am Petersburger Hof orientierte sich zur Zeit der Aufklärung im 18. Jahrhundert sehr am Französischen. Französische Sprache, Beschäftigung mit den schönen Künsten, ja der Wissenschaft überhaupt, galten als Ausdruck der gehobenen Lebensart.
Münchhausen macht sich nun über diese Erscheinung lustig, indem er über die Gesellschaft, welche so viel auf den „Guten Ton“ (Bonton) achtet, lästert. Auch der verächtliche Seitenhieb auf die „Haarkräuseler“ gelingt hier durch die wörtliche Übersetzung des französischen Begriffs 'friser' (deutsch: kräuseln, wellen), woraus die Berufsbezeichnung „Friseur“ abgeleitet wurde:

„Ich will Ihnen, meine Herren, mit Geschwätz von der Verfassung, den Künsten, Wissenschaften und andern Merkwürdigkeiten dieser prächtigen Hauptstadt Rußlands keine Langeweile machen, viel weniger Sie mit allen Intrigen und lustigen Abenteuern der Gesellschaften vom Bonton, wo die Frau vom Hause den Gast allezeit mit einem Schnaps und Schmatz empfängt, unterhalten. Ich halte mich vielmehr an größere und edlere Gegenstände Ihrer Aufmerksamkeit, nämlich an Pferde und Hunde, wovon ich immer ein großer Freund gewesen bin; ferner an Füchse, Wölfe und Bären, von welchen, so wie von anderm Wildbret, Rußland einen größern Überfluss als irgendein Land auf Erden hat; endlich an solche Lustpartien, Ritterübungen und preisliche Taten, welche den Edelmann besser kleiden als ein bißchen muffiges Griechisch und Latein oder alle Riechsächelchen, Klunkern und Kapriolen französischer Schöngeister und - Haarkräuseler.“

## Das wahre Leben
Der letzte Teil der Erzählung bezieht sich auf die tatsächliche Lebensart der Russen, welche im Gegensatz zu dem höfischen Gebaren in einem äußerst virtuosen Umgang mit der Flasche (französisch: Bouteille) besteht:

„Da es einige Zeit dauerte, ehe ich bei der Armee angestellt werden konnte, so hatte ich ein paar Monate lang vollkommene Muße und Freiheit, meine Zeit sowohl als auch mein Geld auf die adeligste Art von der Welt zu verjunkerieren. Manche Nacht wurde beim Spiele zugebracht und viele bei dem Klange voller Gläser. Die Kälte des Landes und die Sitten der Nation haben der Bouteille unter den gesellschaftlichen Unterhaltungen in Rußland einen viel höhern Rang angewiesen als in unserm nüchternen Deutschlande; und ich habe daher dort häufig Leute gefunden, die in der edlen Kunst zu trinken für wahre Virtuosen gelten konnten. Alle waren aber elende Stümper gegen einen graubartigen, kupferfarbigen General, der mit uns an dem öffentlichen Tische speisete. Der alte Herr, der seit einem Gefechte mit den Türken die obere Hälfte seines Hirnschädels vermißte und daher, sooft ein Fremder in die Gesellschaft kam, sich mit der artigsten Treuherzigkeit entschuldigte, daß er an der Tafel seinen Hut aufbehalten müsse, pflegte immer während dem Essen einige Flaschen Weinbranntwein zu leeren und dann gewöhnlich mit einer Bouteille Arrak den Beschluss oder nach Umständen einige Male da capo zu machen; und doch konnte man nicht ein einziges Mal auch nur so viel Betrunkenheit an ihm merken. - Die Sache übersteigt Ihren Glauben. Ich verzeihe es Ihnen, meine Herren; sie überstieg auch meinen Begriff. Ich wußte lange nicht, wie ich sie mir erklären sollte, bis ich ganz von ungefähr den Schlüssel fand. - Der General pflegte von Zeit zu Zeit seinen Hut etwas aufzuheben. Dies hatte ich oft gesehen, ohne daraus nur Arg zu haben. Daß es ihm warm vor der Stirne wurde, war natürlich, und daß er dann seinen Kopf lüftete, nicht minder. Endlich aber sah ich, daß er zugleich mit seinem Hute eine an demselben befestigte silberne Platte aufhob, die ihm statt des Hirnschädels diente, und daß alsdann immer aller Dunst der geistigen Getränke, die er zu sich genommen hatte, in einer leichten Wolke in die Höhe stieg. Nun war auf einmal das Rätsel gelöset. Ich sagte es ein paar guten Freunden und erbot mich, da es gerade Abend war, als ich die Bemerkung machte, die Richtigkeit derselben sogleich durch einen Versuch zu beweisen. Ich trat nämlich mit meiner Pfeife hinter den General und zündete, gerade als er den Hut niedersetzte, mit etwas Papier die aufsteigenden Dünste an; und nun sahen wir ein ebenso neues als schönes Schauspiel. Ich hatte in einem Augenblicke die Wolkensäule über dem Haupte unsers Helden in eine Feuersäule verwandelt, und derjenige Teil der Dünste, der sich noch zwischen den Haaren des Hutes verweilte, bildete in dem schönsten blauen Feuer einen Nimbus, prächtiger, als irgendeiner den Kopf des größten Heiligen umleuchtet hat. Mein Experiment konnte dem General nicht verborgen bleiben; er war aber so wenig ungehalten darüber, daß er uns vielmehr noch manchmal erlaubte, einen Versuch zu wiederholen, der ihm ein so erhabenes Ansehen gab.“

## Werkausgaben und Editionen (Auswahl)
- Lügen-Chronik oder Wunderbare Reisen zu Wasser und zu Lande und lustige Abenteuer des Freiherrn v. Münchhausen. Nach der Ausgabe von 1839. Harenberg, Dortmund (= Die bibliophilen Taschenbücher. Band 17).